# Піндар
Пі́ндар (грец. Πίνδαρος, близько 518 до н. е. — 443 або 438 до н. е.) — давньогрецький ліричний поет, найвидатніший представник урочистої хорової лірики стародавньої Греції. Укладав хорові урочисті вірші, культові гімни, похвальні пісні на честь переможців на Олімпійських, Дельфійських та інших спортивних іграх. За свою працю він одержував грошову винагороду.

## Біографія
Народився між 522 та 518 до н. е. в Беотії, у містечку Кіноскефали поблизу Фів. Належав до знатної родини, що мала родинні зв'язки з аристократами Спарти й Кирени, а також острова Фери. Був тісно пов'язаний з Дельфами, ідейним центром грецької аристократії, оспівувачем якої прославився. Про батьків, Даіфанта і Клеодіс, відомі лише їхні імена. Піндар учився у визначних поетів, зокрема у своєї старшої співвітчизниці Корінни, яка допомагала йому своїми порадами. Беотійська поетеса була захоплена талантом Піндара. Познайомившись з першими творами поета, вона зауважила йому, що в його віршах майже відсутні міфологічні сюжети й образи. Погодившись з нею, Піндар надмірно сповнив ними свої наступні вірші. Піндар навчався грі на флейті у свого дядька Скопеліна і продовжував освіту в Афінах під наставництвом Агафокла й Аполлодора.
Піндар багато подорожував; якийсь час жив в Афінах, потім у різних грецьких тиранів, особливо довго в Сицилії разом з поетами Сімонідом і Вакхілідом у тирана Гієрона. Під час греко-перських війн Піндар, ймовірно, відчував незручність у зв'язку з переходом Фів на бік Персії, тим більше що його рід походив від найдавнішої знаті цього міста і простежувався аж до часів його легендарного засновника Кадма. Також він відвідав Македонію і Єгипет.
Піндар завжди залишався патріотом своєї вітчизни — Беотії, хоч його болісно вразило те, що вони підтримали в 480 р. до н. е. агресію перського царя Ксеркса проти Афін. Піндар високо оцінив подвиг афінського народу, який спромігся завдати вирішального удару ворогам і примусив їх залишити межі Еллади. Проте, за окремими незначними винятками, він ніколи не втручався у політичні справи, тому вони не дістали відображення у його епінікіях.
Дружину Піндара звали Мегаклея, вони мали сина Діафанта та двох дочок, Евметію та Протомаху. Переказують, що Піндар помер в Аргосі, у віці 79 років, тобто між 443 та 438 до н. е.
При житті Піндар користувався великою славою. Демократичні Афіни ставилися до нього з несхваленням, але в елліністичну і римську епохи ораторська урочистість Піндара викликала інтерес, а антична школа цінувала етичний смисл його од; однак літературної актуальності твори вже не мали.

## Твори
Найраніший твір Піндара, що піддається датуванню, — 10-та Піфійська пісня (498 до н. е.); найпізніший — 8-ма Піфійська пісня (446 до н. е.).
Збереглися чотири повні книги епінікіїв (хорових переможних гімнів) Піндара, розділені відповідно місцю проведення ігор — Олімпійських, Піфійських, Немейських та Істмійських, — написаних на замовлення переможців. Однак те, що збереглося, навряд чи становить чверть того, що створив поет, оскільки видання Піндара, підготовлене александрійськими вченими, за свідченнями, становило 17 книг:
- 1 книга гімнів «гімни»
- 1 книга пеанів «молитви про заступництво богів»
- 2 книги дифірамбів «дифірамби»
- 1 книга просодій «прелюдії»
- 3 книги партеній «пісні дів»
- 1 книга гіпорхем «танцювальні пісні».
- 1 книга енкомій «похвальні оди»
- 1 книга треносів «ляменти»
- 4 книги епінікій «переможні гімни»

Тут були гімни, пеани (молитви про заступництво богів), дифірамби (гімни Діонісу), пісні для урочистих процесій, енкомії, плачі, застільні пісні і, нарешті, епінікії. Певне уявлення про втрачені 13 книг ми маємо тепер лише за випадковими фрагментами, у тому числі папірусними.
Епінікії Піндара мають визначену композиційну будову, однак дотримуються її досить вільно. У вступі звичайно згадується здобута перемога, але без якого-небудь конкретного опису змагання. Від славного сьогодення поет перекидає належний до випадку умовний місток до славного минулого, до якого-небудь міфу, що і складає основну частину вірша. Наприкінці вірша нерідко міститься пряме звертання до переможця, причому нерідко це буває наставляння поводитися гідно. Вірші складаються з окремих метрично вибудованих строф, що іноді бувають однаковими, але частіше зібрані в тріади (за двома ідентичними по метриці строфами йде третя, що відрізняється від них, але метрично з ними зв'язана).
Вірші Піндара заведено вважати своєрідним еталоном загадковості. Поезія Піндара відрізняється складністю строфічної структури, урочистою піднесеністю мови і примхливістю асоціативних переходів. Складність поезії Піндара почасти обумовлена неприродним порядком слів: покладаючись на те, що закінчення допоможуть зв'язати слова одне з одним, Піндар жертвував простотою синтаксису, щоб вибудувати бажану послідовність образів. Сам прийнятий ним метод викладу далекий від простоти: він не переказує міф, як в епосі, але вихоплює з нього лише ті епізоди, що представляються йому найважливішими. Образи Піндара чудові й рухливі, він користується поетичною інверсією і гіперболою, метафорою і неологізмом.

## Світогляд
Епінікії писалися на замовлення вшановуваних осіб, а завдяки тому, що для кастової ідеології грецької аристократії атлетичний успіх цінний насамперед як прояв «класової доблесті», відповідно і прославляння переможця-героя відбувається в аспекті общинно-родових уявлень і співвіднесенні його з міфологічними оповіданнями та з класовою етикою.
Світогляд Піндара консервативний і зовсім не зачеплений іонійською критикою традиційних цінностей: він твердо вірить у божественну всемогутність, не довіряє знанню, цінує багатство і славу і визнає тільки природжену доблесть. Але в його релігійності помічається вже деякий раціоналізм. Етичне поглиблення аристократичної ідеології, що характерно для релігії Аполлона Дельфійського, знаходить у Піндарі красномовного виразника. Він — останній поет грецької аристократії, і його значення не в створенні нових форм, а в завершенні старих. Багатство строфіки, пишність образів, урочистість і ораторська виразність мови, що ставить Піндара на перше місце серед грецьких ліриків, цілком гармоніюють з його архаїчним світоглядом.

## Спадок
З розвитком демократії й ослабленням аристократичного культу Аполлона жанр епінікій починає занепадати. «Піндаризування» Нового часу (від XVI до початку XIX ст.) звичайно зводилося до пишномовної транспозиції горацієвої манери у форми європейського бароко і до спроб відтворення піндаровської строфіки.
Творча спадщина Піндара була величезною. В античному «Життєписі Піндара» про це сказано так: «Написав він сімнадцять книг: гімни, пеани, дифірамбів дві книги, просодіїв дві книги, парфеніїв дві книги, гіпорхем дві книги, енкомій, френів та епінікіїв чотири книги». З усіх цих творів до нас дійшли чотири книги епінікіїв і близько 300 уривків усіх інших видів лірики.

## Ушанування пам'яті
На честь поета названо астероїд 5928 Піндарус.